# Wahlkreis North Tayside (Schottisches Parlament)
| North Tayside                         |
| ------------------------------------- |
| North Tayside · Mid Scotland and Fife |
| Gebildet                              |
| 1999                                  |
| Abgeschafft                           |
| 2011                                  |
| Regionen                              |
| Angus Perth and Kinross               |

North Tayside war ein Wahlkreis für das Schottische Parlament. Er wurde 1999 als einer von neun Wahlkreisen der Wahlregion Mid Scotland and Fife eingeführt, die im Zuge der Revision der Wahlkreise im Jahre 2011 neu zugeschnitten wurde und weiterhin neun Wahlkreise umfasst. Hierbei wurde der Wahlkreis North Tayside abgeschafft. Bezogen auf die Fläche war er der größte Wahlkreis der Wahlregion und umfasste im Wesentlichen dünnbesiedelte, ländliche Gebiete der Council Areas Angus und Perth and Kinross mit den Städten Brechin, Forfar und Pitlochry. Die Gebiete des ehemaligen Wahlkreises sind weitgehend in dem neuen Wahlkreis Perthshire North aufgegangen. Bei Zensuserhebung 2001 lebten insgesamt 77.530 Personen innerhalb seiner Grenzen. Es wurde ein Abgeordneter entsandt. 

## Wahlergebnisse

### Parlamentswahl 1999
| Ergebnisse der Parlamentswahl 1999 | Ergebnisse der Parlamentswahl 1999 | Ergebnisse der Parlamentswahl 1999 | Ergebnisse der Parlamentswahl 1999 |
| Partei                             | Kandidat                           | Stimmen                            | %                                  |
| ---------------------------------- | ---------------------------------- | ---------------------------------- | ---------------------------------- |
| SNP                                | John Swinney                       | 16.786                             | 44,1                               |
| Conservative                       | Murdo Fraser                       | 12.594                             | 33,1                               |
| Labour                             | Marion Dingwall                    | 5727                               | 15,1                               |
| Liberal Democrats                  | Peter Regent                       | 2948                               | 7,8                                |

### Parlamentswahl 2003
| Ergebnisse der Parlamentswahl 2003 | Ergebnisse der Parlamentswahl 2003 | Ergebnisse der Parlamentswahl 2003 | Ergebnisse der Parlamentswahl 2003 | Ergebnisse der Parlamentswahl 2003 |
| Partei                             | Kandidat                           | Stimmen                            | %                                  | ±                                  |
| ---------------------------------- | ---------------------------------- | ---------------------------------- | ---------------------------------- | ---------------------------------- |
| SNP                                | John Swinney                       | 14.969                             | 44,9                               | +0,8                               |
| Conservative                       | Murdo Fraser                       | 10.466                             | 31,4                               | −1,7                               |
| Labour                             | Gordon MacRae                      | 3527                               | 10,6                               | −4,5                               |
| Liberal Democrats                  | Robert Forrest                     | 3206                               | 9,6                                | +1,8                               |
| Socialist                          | Roseanne Adams                     | 941                                | 2,8                                | +2,8                               |
| People’s Alliance                  | George Ashe                        | 234                                | 0,7                                | +0,7                               |

### Parlamentswahl 2007
| Ergebnisse der Parlamentswahl 2007 | Ergebnisse der Parlamentswahl 2007 | Ergebnisse der Parlamentswahl 2007 | Ergebnisse der Parlamentswahl 2007 | Ergebnisse der Parlamentswahl 2007 |
| Partei                             | Kandidat                           | Stimmen                            | %                                  | ±                                  |
| ---------------------------------- | ---------------------------------- | ---------------------------------- | ---------------------------------- | ---------------------------------- |
| SNP                                | John Swinney                       | 18.281                             | 51,6                               | +6,7                               |
| Conservative                       | Murdo Fraser                       | 10.697                             | 30,2                               | −1,2                               |
| Labour                             | Michael Marra                      | 3243                               | 9,2                                | −1,4                               |
| Liberal Democrats                  | James Taylor                       | 3175                               | 9,0                                | −0,6                               |